# Élections législatives de 1986 dans la Loire-Atlantique
Les élections législatives françaises de 1986 ont lieu le 16 mars 1986. Dans le département de la Loire-Atlantique, dix députés sont à élire dans le cadre d'un scrutin proportionnel par liste départementale à un seul tour.

## Élus
| Député élu                      |  | Parti     |
| ------------------------------- |  | --------- |
| Olivier Guichard                |  | RPR       |
| Joseph-Henri Maujoüan du Gasset |  | UDF (PR)  |
| Lucien Richard                  |  | RPR       |
| Xavier Hunault                  |  | UDF       |
| Élisabeth Hubert                |  | RPR       |
| Monique Papon                   |  | UDF (CDS) |
| Jean-Marc Ayrault               |  | PS        |
| Claude Évin                     |  | PS        |
| Jean Natiez                     |  | PS        |
| Alain Chénard                   |  | PS        |

## Résultats

### Résultats à l'échelle du département
| Liste Parti politique | Liste Parti politique                                                                              | Tête de liste      | Tour unique | Tour unique | Sièges |
| Liste Parti politique | Liste Parti politique                                                                              | Tête de liste      | Voix        | %           | Sièges |
| --------------------- | -------------------------------------------------------------------------------------------------- | ------------------ | ----------- | ----------- | ------ |
|                       | Liste d'union de l'opposition Rassemblement pour la République (UDF - CNIP)                        | Olivier Guichard   | 235 384     | 46,93       | 6      |
|                       | Pour une majorité de progrès avec le président de la République Parti socialiste                   | Jean-Marc Ayrault  | 184 759     | 36,84       | 4      |
|                       | Rassemblement national Front national                                                              | René Bouin         | 30 479      | 6,07        | 0      |
|                       | Liste présentée par le Parti communiste français Parti communiste français                         | Michel Moreau      | 25 519      | 5,08        | 0      |
|                       | Liste Lutte ouvrière Lutte ouvrière                                                                | Marie-France Belin | 7 731       | 1,54        | 0      |
|                       | Liste MRG-MGP Mouvement des radicaux de gauche (MGP)                                               | Michel Odiette     | 5 691       | 1,13        | 0      |
|                       | Mouvement pour un parti des travailleurs Extrême gauche (Mouvement pour un parti des travailleurs) | Yannick Guillou    | 4 522       | 0,90        | 0      |
|                       | Parti ouvrier européen Extrême droite (Parti ouvrier européen)                                     | François Bierre    | 4 016       | 0,80        | 0      |
|                       | Initiative 86 - Entreprendre et réussir la France de l'an 2000 Sans étiquette                      | Michel Bourmaud    | 3 355       | 0,66        | 0      |
|                       | |                    |             |             |        |
| Inscrits              | Inscrits                                                                                           | Inscrits           | 688 412     | 100,00      | 10     |
| Abstentions           | Abstentions                                                                                        | Abstentions        | 161 474     | 23,46       |        |
| Votants               | Votants                                                                                            | Votants            | 526 938     | 76,54       |        |
| Blancs et nuls        | Blancs et nuls                                                                                     | Blancs et nuls     | 25 482      | 4,84        |        |
| Exprimés              | Exprimés                                                                                           | Exprimés           | 501 456     | 95,16       |        |

### Listes complètes en présence
| Liste Étiquette politique (partis et alliances) | Liste Étiquette politique (partis et alliances) | Candidats (et remplaçants éventuels) |
| ----------------------------------------------- | --- | --- |
|                                                 | Liste d'union de l'opposition pour le renouveau de la France Union de la droite (RPR - UDF - CNI)                                                                 | 1. Olivier Guichard (RPR) 2. Joseph-Henri Maujoüan du Gasset (PR) 3. Lucien Richard (RPR app.) 4. Xavier Hunault (UDF app.) 5. Élisabeth Hubert (RPR) 6. Monique Papon (CDS) 7. André Jozan (CNI) 8. Loïc Le Masne (CPR) 9. Étienne Garnier (RPR) 10. Édouard Landrain (AD) ————————————11. Jean-Raymond Audion (RPR) 12. André Louisy (AD) |
|                                                 | Pour une majorité de progrès avec le président de la République Parti socialiste                                                                                  | 1. Jean-Marc Ayrault 2. Claude Évin 3. Jean Natiez 4. Alain Chénard 5. Jacqueline Lefranc 6. André Tinière 7. Octave Cestor 8. Raymond Cerclier 9. Denise Lefèvre 10. Robert Morin ————————————11. Yves Laurent 12. Bernard Thareau |
|                                                 | Rassemblement national Front national | 1. René Bouin 2. Ludovic Cassard 3. Philippe O'Delant 4. Monique Hennes 5. Arnaud de Perier 6. Jean-Claude Blanchard 7. Yvonne Orseau 8. Lionel Le Gall 9. Jean-Marie Boursier 10. Guy Vanhuffel ————————————11. Pierre Gautier 12. Marie-Antoinette Chéruy                                                                                 |
|                                                 | Liste présentée par le Parti communiste français Parti communiste français                                                                                        | 1. Michel Moreau 2. André Hauyé 3. Joëlle Le Hérissé 4. Claude Constant 5. Marc Justy 6. Pierre Le Berche 7. Denise Fraix 8. Louis Dronval 9. Bernard Letrange 10. Paul Le Guilloux ————————————11. Nicole Jaques 12. Maurice Jarry |
|                                                 | Liste Lutte ouvrière Lutte ouvrière | 1. Marie-France Belin 2. Étienne Cherblanc 3. Marie-Jeanne Michelet 4. Martial Guihéneuf 5. Monique Berthe 6. Patricia Guiot 7. Georges Pons 8. Michel Plançon 9. Josette Molle 10. Jean-Claude Moyon ————————————11. Alain Dunay 12. Paul Raynaud                                                                                          |
|                                                 | Liste du Mouvement des radicaux de gauche avec la participation du Mouvement gaulliste populaire Mouvement des radicaux de gauche - Mouvement gaulliste populaire | 1. Michel Odiette (MRG) 2. Lionel Divard (MRG) 3. Keyshau Bhat (MRG) 4. Monique Raimondeau (MGP) 5. Michel Lecoeur (MRG) 6. Jacques Le Bot (MRG) 7. Yannick Desert (MRG) 8. Henry Loton (MGP) 9. Henri Vincent (MRG) 10. Jean-Claude Prampart (MRG) ————————————11. Jean-Yves Le Poulennec (MRG) 12. Michel Carry                           |
|                                                 | Liste du Mouvement pour un parti des travailleurs Mouvement pour un parti des travailleurs                                                                        | 1. Yannick Guillou 2. Christian Chauvel 3. Marie-Anne Dugué 4. Joseph Fleury 5. Patrice Rouillon 6. Christian Compain 7. René Heurtin 8. Maximilienne Pestel-Boyadjis 9. Dominique Giraudet-Paris 10. Marcel Tasta ————————————11. Lisette Lebobinec-Cardinal 12. Thérèse Eveillard                                                         |
|                                                 | Liste du Parti ouvrier européen Parti ouvrier européen | 1. François Bierre 2. Madeleine Gaillard 3. Francis Delaporte 4. Hervé Le Pluard 5. Jean Claireux 6. Chantal Le Goff 7. Anne-Marie Dauneau 8. Jacqueline Dauneau 9. Andrée Marteau 10. Claude Coutant ————————————11. Geneviève Bernard 12. Marie Rauly                                                                                     |
|                                                 | Initiative 86 - Entreprendre et réussir la France de l'an 2000 Sans étiquette                                                                                     | 1. Michel Bourmaud 2. Denis Pays 3. Philippe Pinault 4. Dominique Janière 5. Christophe Jouzel 6. Alain Bricier 7. Gérard Orion 8. Jean-Pierre Rivard 9. Josée Le Moing 10. Alain Nez ————————————11. Gérard Paris 12. Jean-François Suzzarini                                                                                              |